# Talitsa (stad)
Talitsa (Russisch: Талица) is een Russische stad onder rajonjurisdictie op de oostelijke hellingen van de Centrale Oeral aan de rechterkust van de rivier Pysjma (stroomgebied van de Ob) op 219 kilometer ten oosten van Jekaterinenburg.

## Geschiedenis
De plaats ontstond in 1732 aan de Siberische Trakt aan de instroom van de rivier Talitsa in de Pysjma rond een wijnmakerij (volgens de schrijver Pospelov; 1998). In 1885 kreeg de plaats een spoorverbinding en in 1942 kreeg Talitsa de status van stad onder districtsjurisdictie. Het woord Talitsa komt uit het Russisch en betekent zoiets als "de niet-bevriezende stroom" of "de kreek die niet wordt bedekt met ijs".

## Economie
De belangrijkste economische activiteiten in de stad zijn een biochemische fabriek, broodfabriek en een incubatiestation voor kippeneieren. In de buurt van de stad ligt een balneologisch kuuroord.

## Demografie
| Jaar      | 1959   | 1970   | 1979   | 1989   | 2002   |
| Bevolking | 16.900 | 18.300 | 18.200 | 20.000 | 18.900 |